# Паспарту

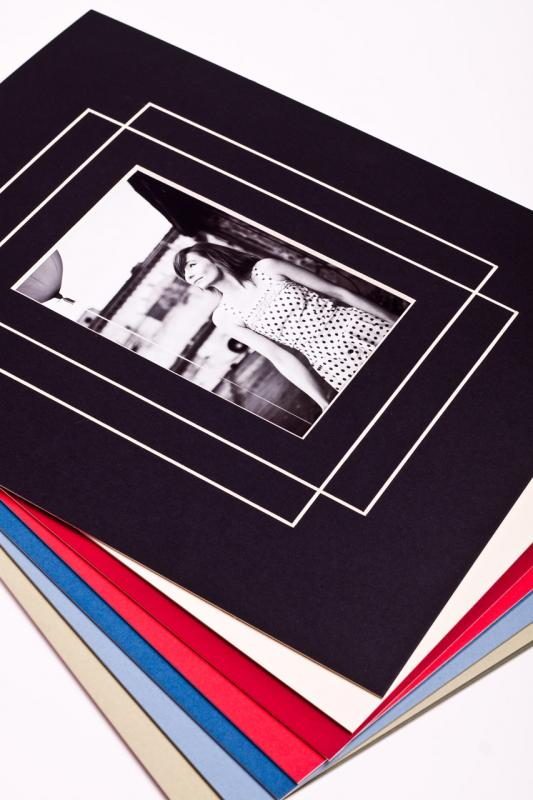
Паспарту з фотографією

Паспарту́ (фр. passe-partout, букв. — «пройди-через-все, пройди-скрізь») — аркуш із тонкого картону чи щільного паперу, на який зазвичай приклеюють ілюстрацію. Стосується коштовних бібліофільських чи подарункових видань.
Також, паспарту називається поле між рамою і зображенням, яке полегшує сприйняття твору і посилює естетику зображення.
В XVIII ст. паспарту називалися звичайні гравірування голкою або офортом рамки, які, залишаючись одними і тими ж, оточують собою різні зображення, гравірування окремо від них, на особливих дошках.
У книгодрукуванні паспарту — багатотипна орнаментація фігурних букв у книзі, коли при друкуванні кількох таких літер, для орнаменту служить одна і та ж дошка, а змінюються лише самі літери.

## Види паспарту
- просте;
- з кількома вікнами;
- багатошарове (з різних аркушів картону).

Основне завдання паспарту — акцентувати увагу на художній роботі, надати зображенню глибини. Паспарту — це нейтральна зона між рамою і художнім зображенням.

## Зріз паспарту
Зазвичай «вікно» паспарту має кут 45 градусів. Іноді можуть використовувати зворотний зріз паспарту, таким чином на місці зрізу з'являється тінь, що додає зображенню експресивності. Також, зворотний зріз застосовують при використанні вставок під паспарту.
При створенні паспарту необхідно враховувати кольорову гаму, орієнтуючись на правила поєднання кольорів.